# Dornauszieher

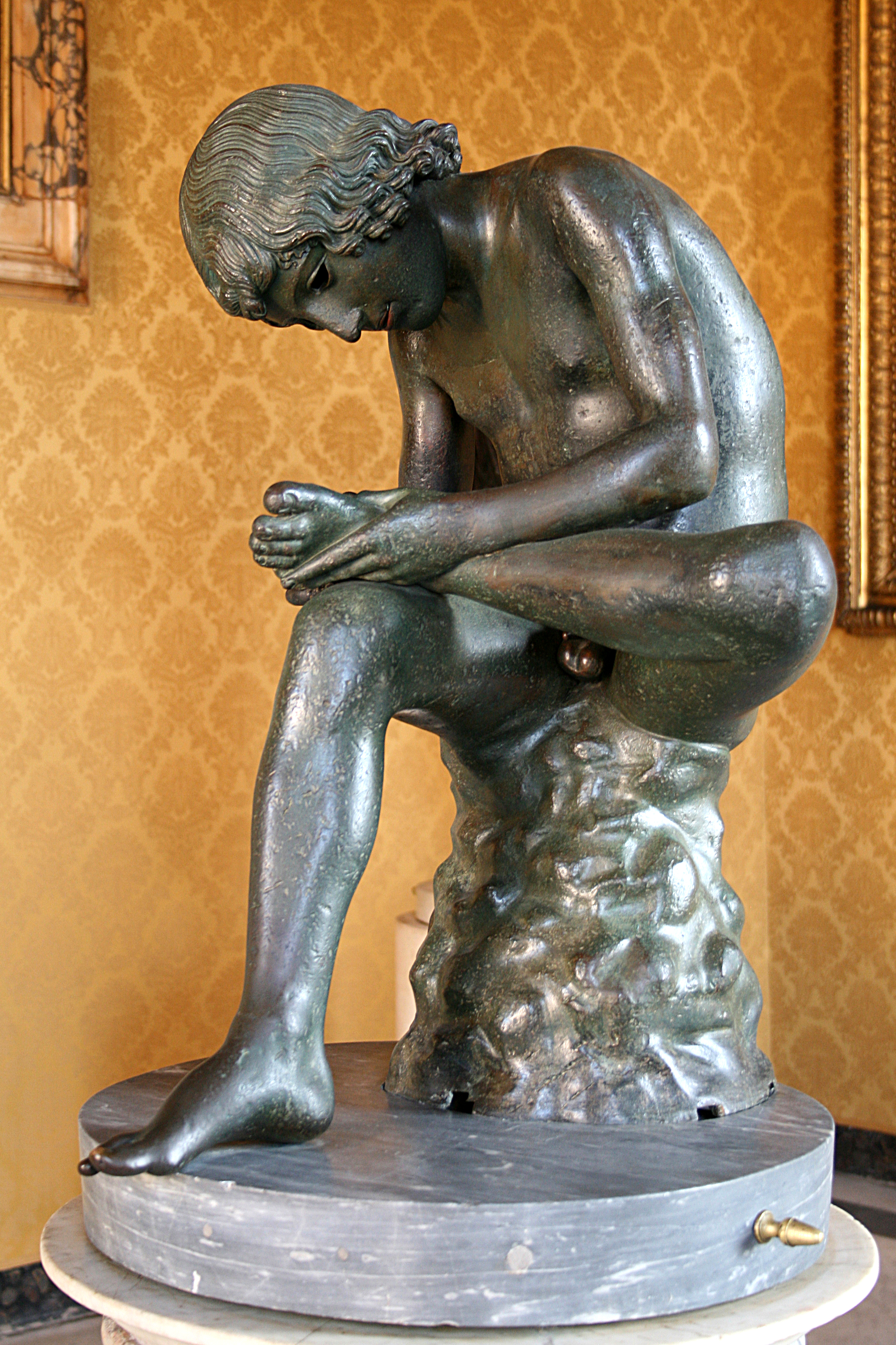
„Kapitolinischer Dornauszieher“ im Konservatorenpalast in Rom

Der Dornauszieher (italienisch Spinario) ist ein antikes Motiv der Bildenden Kunst, insbesondere der Bildhauerei. Es handelt sich um einen nackten Knaben, der einen Dorn aus dem linken Fuß zieht.

## Motiv
Der Dornauszieher sitzt auf einem Felsblock, das linke Bein angewinkelt über den rechten Oberschenkel gelegt. Mit der linken Hand hält er den Rist des linken Fußes, mit der rechten zieht er einen unsichtbaren Dorn aus der Fußsohle. Der Kopf ist über den Fuß geneigt. Das Haar ist fein frisiert und fällt in Strähnen nach beiden Seiten.

## Ausführungen

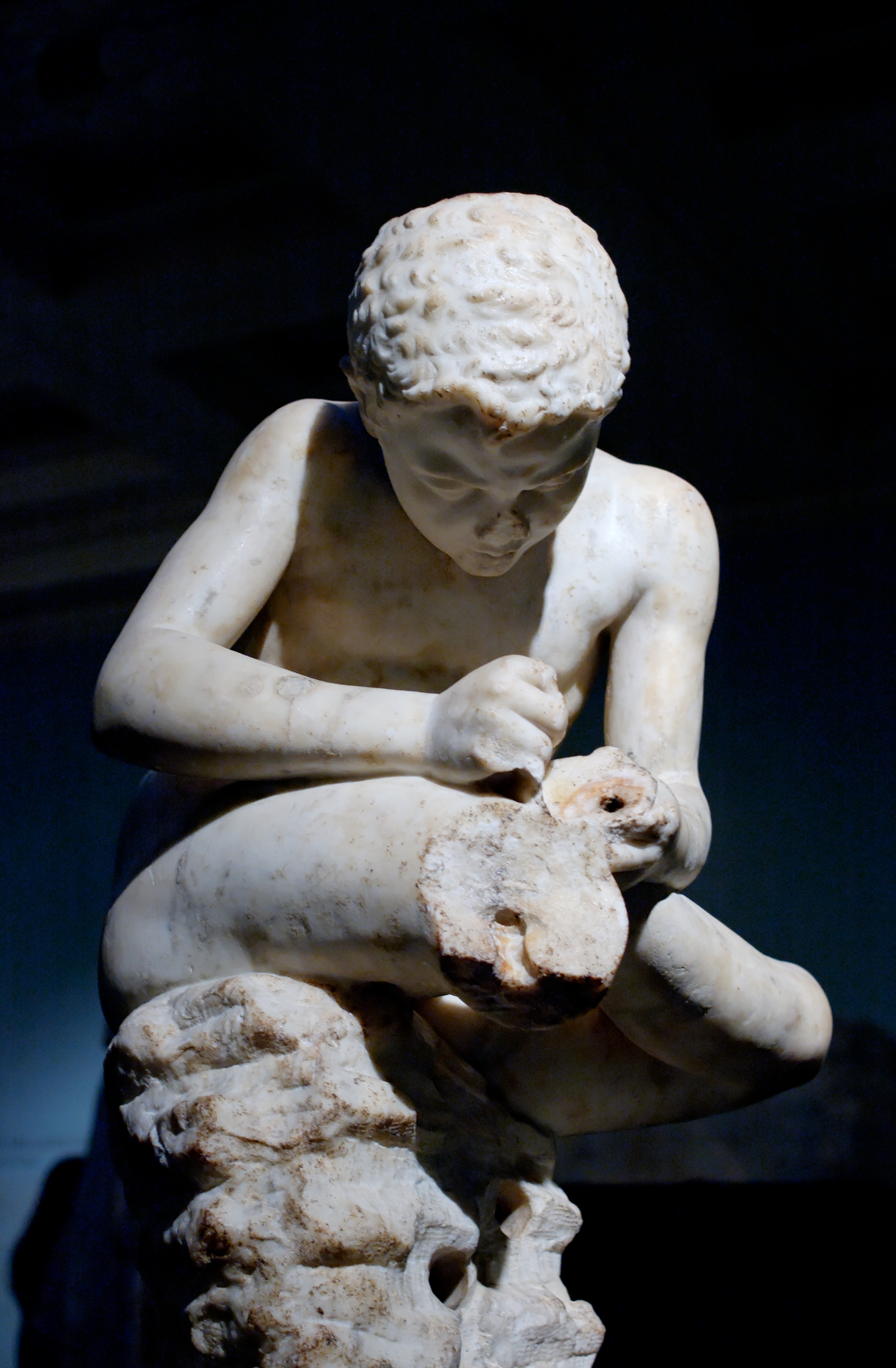
Dornauszieher Castellani im Britischen Museum, London.

Der sogenannte „kapitolinische Dornauszieher“, die bekannteste Ausführung, befindet sich im Konservatorenpalast in Rom. Er besteht aus Bronze und ist ohne Plinthe 73 cm hoch. Er ist wahrscheinlich eine der wenigen antiken Statuen, die immer sichtbar über der Erde aufgestellt waren. Darauf deutet seine ausführliche Erwähnung als simulacrum valde ridiculosum, quod priapum dicunt („ein höchst lächerliches Standbild, das man Priap nennt“) in der Handschrift De Mirabilibus Urbis Romae („Über Wunderdinge der Stadt Rom“) eines Magister Gregorius aus dem 12. Jahrhundert hin. 1471 wurde der Dornauszieher von Papst Sixtus IV. der Stadt Rom vermacht und neben einer Reihe weiterer antiker Bronzefiguren auf dem Kapitol öffentlich ausgestellt. Lange wurde der „kapitolinische Dornauszieher“ für ein Original aus dem 5. Jahrhundert v. Chr. gehalten und mitunter Lysipp, dem Hofbildhauer Alexanders des Großen, zugeschrieben. Weil der Kopf des Dornausziehers anscheinend von einer Statue in aufrechter Körperhaltung übernommen wurde und der Fall der Locken nicht der geneigten Kopfhaltung folgt, wurde geschlossen, dass es sich beim „kapitolinischen Dornauszieher“ um eine Rückstilisierung im Stil des Klassizismus nach späthellenistischen Vorbildern handelt. Der rechte Arm wurde separat gegossen und angesetzt.
Eine 1874 auf dem Esquilin ausgegrabene Marmorfigur, „Dornauszieher Castellani“ genannt, befindet sich im Britischen Museum in London. Sie ist 73 cm hoch und ist eine späthellenistisch beeinflusste römische Kopie aus dem 1. Jahrhundert n. Chr., die nach einem griechischen Original aus dem 3. Jahrhundert v. Chr. geschaffen wurde. Zwei Bohrlöcher weisen darauf hin, dass der „Dornauszieher Castellani“ einst als Brunnendekoration diente. Sein rechter Unterschenkel ist abgebrochen.

## Rezeption
Mythologische Deutungen sahen im Dornauszieher Lokros, den Sohn von Zeus und Maira (Tochter des Proitos). In der griechischen Mythologie ist Lokros Ahnherr der ozolischen Lokrer, der sich laut Legende am Fuß verletzte und in der Folge die Erfüllung einer Weissagung erkannte und zum Städtegründer wurde.
Im Mittelalter wurde der Dorn als Symbol der Erbsünde angesehen; der Dornauszieher wurde als vom richtigen Weg abgekommener Sünder gedeutet. In diesem Zusammenhang wurde das Motiv an Kapitellen, Fassaden, Stadttoren und auch auf Grabmälern vielfach weiterverwendet.

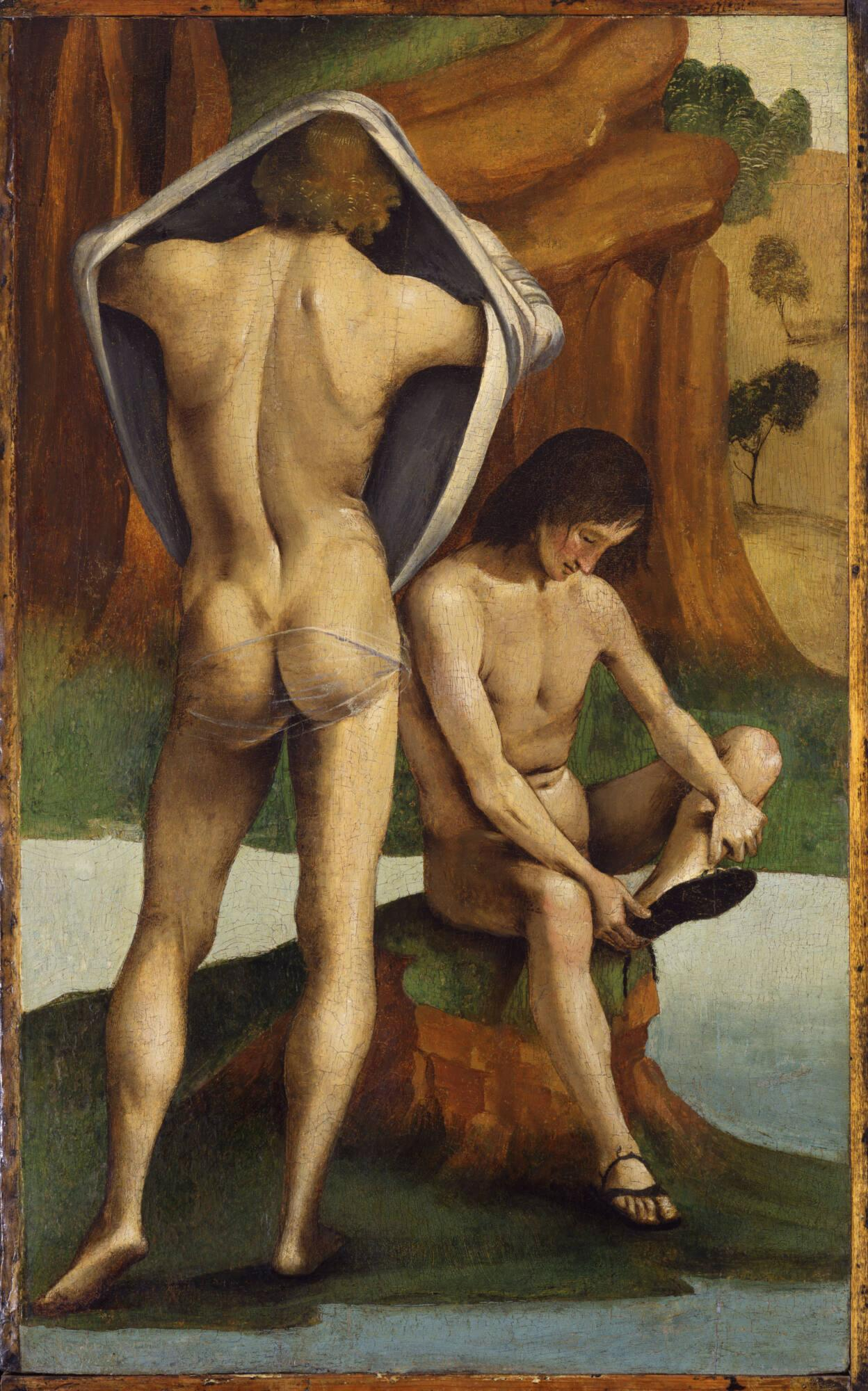
Zwei nackte Jünglinge von Luca Signorelli (Toledo Museum of Art)

Zu Beginn der Frührenaissance wurde der Dornauszieher von Filippo Brunelleschi wieder aufgenommen, als dieser ihn um 1402 bei der Erneuerung des Baptisteriums San Giovanni in Florenz als Modell für eine Figur auf den Bronzetüren verwendete. Der Maler Luca Signorelli verwendete den Dornauszieher als Bildmotiv im Hintergrund seiner Darstellungen der Maria mit dem Kinde in der Alten Pinakothek München und der Taufe Christi in der Stiftskirche San Medardo von Arcevia sowie im Fragment eines Altarmittelteils aus Sant’Agostino in Siena.
Heinrich von Kleist erwähnt den Dornauszieher in seinem Essay Über das Marionettentheater, der den Einfluss des menschlichen Bewusstseins auf die natürliche Anmut zum Thema hat. Der Erzähler spricht von einem jungen Mann, über dessen Bildung damals eine wunderbare Anmut verbreitet war. Als ihn eine graziöse, unbewusste Bewegung an den „Jüngling […], der sich einen Splitter aus dem Fuße zieht, erinnert, versucht er, sie bewusst zu wiederholen, doch der Versuch, wie sich leicht hätte voraussehn lassen, mißglückte. Er hob verwirrt den Fuß zum dritten und vierten, er hob ihn wohl noch zehnmal: umsonst! er war außerstand, dieselbe Bewegung wieder hervorzubringen […]“.

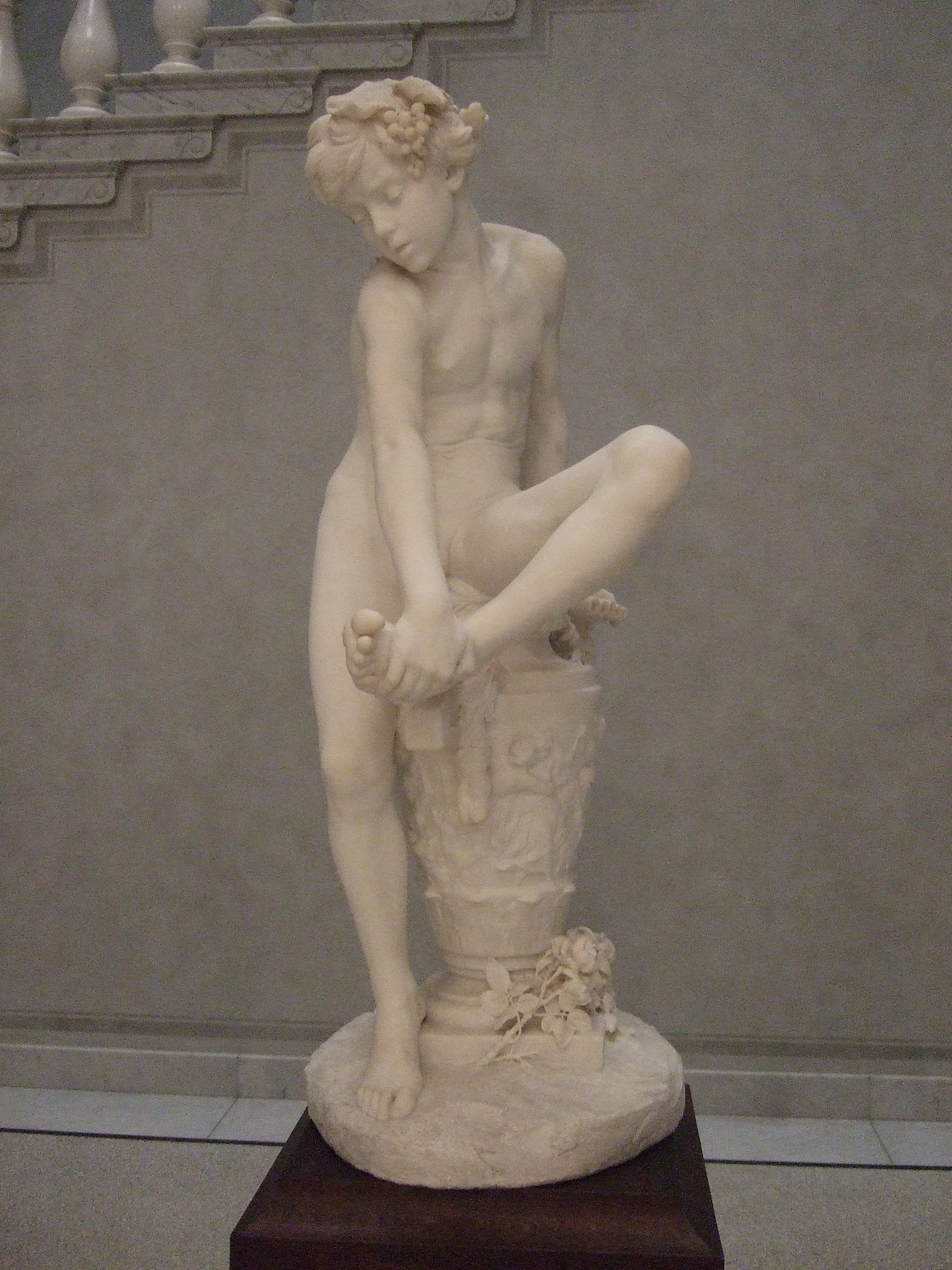
Der „Dornauszieher“ von Gustav Eberlein, Alte Nationalgalerie, Berlin.

Adolph Menzel fertigte vier Skizzen vom Spinario Castellani an, als dieser in Berlin ausgestellt wurde.
Gustav Eberleins Marmorstatue von 1886 verbindet das Dornauszieher- mit dem Bacchus-Motiv; sie wurde mit der Goldenen Medaille prämiert und im folgenden Jahr von der Berliner Nationalgalerie angekauft.
In Thomas Manns Novelle Der Tod in Venedig vergleicht Gustav von Aschenbach Tadzio mit dem Dornauszieher. (Vgl.: „Man hatte sich gehütet, die Schere an sein schönes Haar zu legen; wie beim Dornauszieher lockte es sich in die Stirn, über die Ohren und tiefer noch in den Nacken.“)
In Heinrich Bölls Erzählung Wanderer, kommst du nach Spa… wird der Dornauszieher unter anderem neben dem Parthenonfries als klassisches Requisit eines humanistischen Gymnasiums aufgezählt. In Ferdinand von Schirachs Geschichte Der Dorn aus dem Buch Verbrechen verliert der Museumswächter Feldmayer den Verstand, weil er die Frage, ob der Knabe den Dorn gefunden habe, nicht beantworten kann. Die Suche im Fuß bleibt auch mit der Lupe erfolglos, es erscheint Feldmayer zunehmend unklar, ob der Knabe den Dorn überhaupt zu fassen bekommen, und wenn doch, ob er ihn vielleicht schon habe fallen lassen.